# Tolpis liouvillei
Tolpis liouvillei là một loài thực vật có hoa trong họ Cúc. Loài này được Braun-Blanq. & Maire miêu tả khoa học đầu tiên năm 1923.